# Gertrudis Anglesola
Gertrudis Anglesola (Valencia, 19 de junio de 1641 - Valencia, 3 de marzo de 1727), también conocida como Gertrudis de Anglesola, fue una monja del monasterio de Gratia Dei o Monasterio de la Zaidía.

## Biografía
Gertrudis, como muchas otras monjas de su siglo era de familia noble. Su padre, Miguel Jerónimo de Anglesola provenía de una distinguida familia que tenía su solar y origen en el ducado de Montblanch (Cataluña). Al quedar huérfana muy pequeña su abuelo, Guillem Ramón de Anglesola, encargó a una tía que estaba en el Monasterio de la Zaidía, Guiomar de Anglesola, que la cuidara y la educara, por lo que se decidió ingresarla en el mismo convento.
Gertrudis parece ser que pidió ser vestida de monja a los once años. Lo consiguió, y a los pocos meses enfermó y hubo de ser enviada de nuevo con su abuelo para reponerse. Casi al año se reincorporó de nuevo y empezó una vida de entrega y piedad. A pesar de la oposición de algunas monjas, que temían sus visiones místicas, profesó en 1667, y después de ocupar varios cargos llegó a ser abadesa del monasterio en 1709.
Siguiendo los consejos de su confesor, el trinitario descalzo José de San Juan de Mata, inició una autobiografía espiritual donde narró tanto su vida cotidiana como sus pensamientos. En otra ocasión el padre Vicente Tosca, del Oratorio, le mandó aceptase los cuidados médicos y se sometiera a una intervención quirúrgica. A partir de los veintiséis años se vio enferma, muy sola y llevaba la vida monástica con grandes padecimientos y, al parecer, también con grandes consuelos. Cuando murió, sus restos fueron enterrados en una arqueta de madera en el coro de la iglesia del monasterio.

## Responsabilidades
Fue procuradora de 1705 a 1709; portera de 1693 a 1697; sacristana de 1701 a 1709, y abadesa de 1709 a 1713 y de 1722 hasta 1726. Esto no pudiera haber sido posible para una persona sin grandes cualidades y aceptación por parte de la comunidad, y de dones reconocidos. Durante su gobierno dio grandes pruebas de prudencia y habilidad en la administración de los negocios y elección de las monjas que habrían de desempeñar cargos importantes.

## Obra
El documento que escribió sirvió de base para una biografía posterior, escrita por José Vicente Ortí y Mayor, titulada Vida, virtudes y prodigios de la venerable señora doña Gertrudis de Anglesola y publicada en 1743.